# Bacchisa partenigricornis
Bacchisa partenigricornis là một loài bọ cánh cứng trong họ Cerambycidae.